# Тею (Долж)
Тею (рум. Teiu) — село у повіті Долж в Румунії. Входить до складу комуни Ородел.
Село розташоване на відстані 223 км на захід від Бухареста, 42 км на захід від Крайови.

## Населення
За даними перепису населення 2002 року у селі проживали 287 осіб, з них 286 осіб (99,7%) румунів. Усі жителі села рідною мовою назвали румунську.